# خدا و تفنگ
«خدا و تفنگ» (انگلیسی: God and Gun) فیلمی هندی است که در سال ۱۹۹۵ منتشر شد. از بازیگران آن می‌توان به راج کومار و جکی شروف اشاره کرد.